# Круглый год (календарь)
Круглый год — книга-календарь (альманах) для детей, издававшаяся в СССР ежегодно для годов — с 1946-го по 1985-й.

## История
Первое издание — календарь на 1946 год — было подготовлено и издано в 1945 году.
Каждое издание книги представляло из себя детский литературный сборник. Традиционно книга воспринималась как новогодний подарок для советских детей. Каждый выпуск оформлялся множеством рисунков и полноформатными цветными вклейками. Книги содержали стихи и сказки, самоделки и рассказы, очерки о знаменательных датах, событиях и выдающихся людях. 
Каждая книга была поделена на четыре отдельных раздела — «Зима», «Весна», «Лето» и «Осень». Альманахи должны были воспитывать у советских детей чувства любви и гордости за свою Родину.
До выпуска, изданного в 1966 году и посвященного 1967 году, на обложке указывался год, на который издавался календарь. Последующие выпуски — издаваемые с 1967 года — не привязывались к конкретному году.
В 1984 году была издана последняя книга серии — календарь на 1985 год.